# Магнитометр

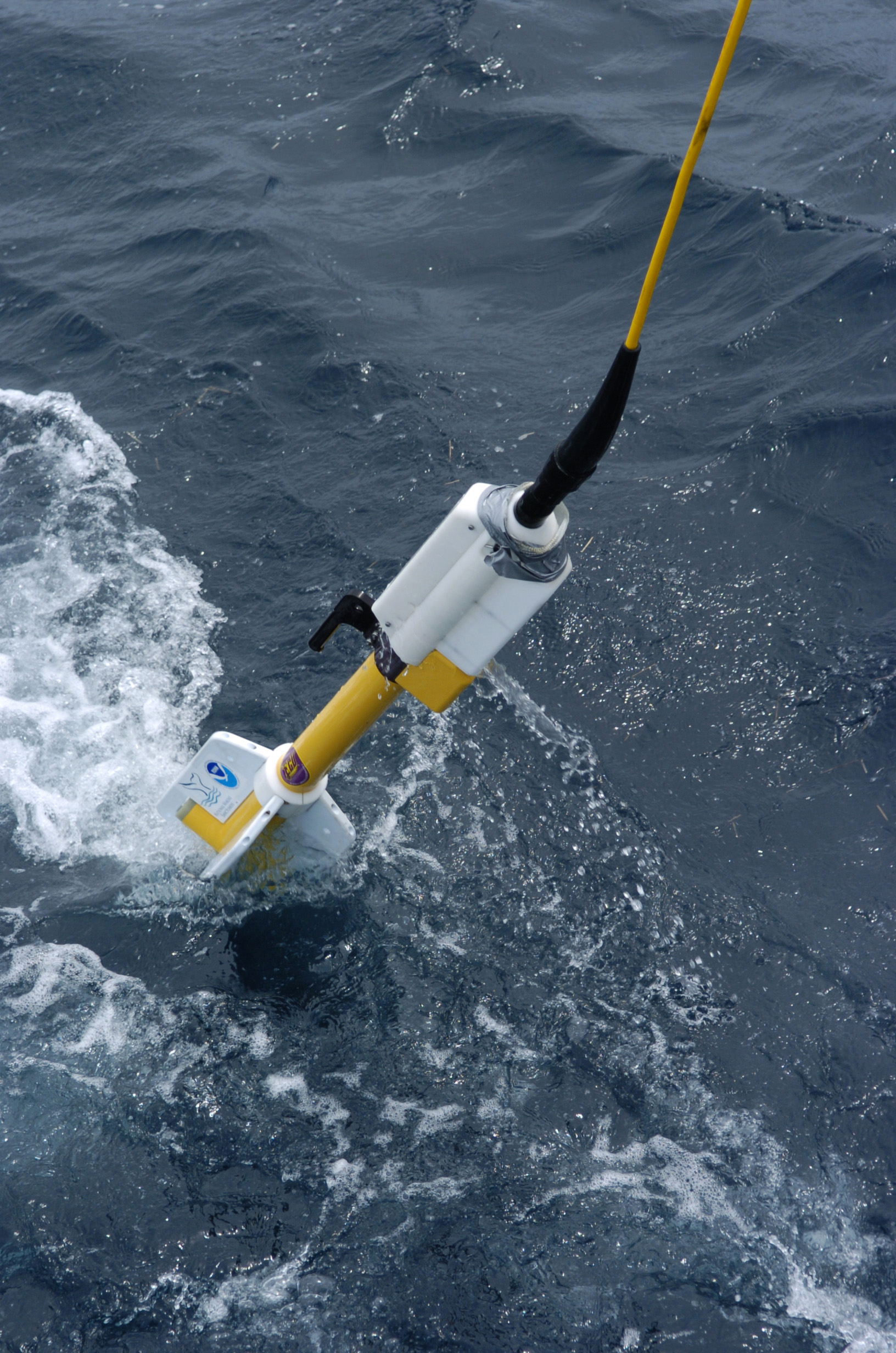
Магнитометр перед погружением

Магнито́метр — (от гр. μαγνητό — магнит + гр. μετρεω измеряю), прибор для измерения характеристик магнитного поля и магнитных свойств материалов. В зависимости от измеряемой величины различают приборы для измерения напряжённости поля (эрстедметры), направления поля (инклинаторы и деклинаторы), градиента поля (градиентометры), магнитной индукции (тесламетры), магнитного потока (веберметры, или флюксметры), коэрцитивной силы (коэрцитиметры), магнитной проницаемости (мю-метры), магнитной восприимчивости (каппа-метры), магнитного момента.
В зависимости от природы измеряемой величины магнитометры градуируются в тех или иных единицах (напряжённости магнитного поля, единицах магнитной индукции, направления магнитного поля и др.).
Магнитометры применяются в:
- геологии, при поиске полезных ископаемых;
- археологии, при археологических раскопках;
- навигации на море, в космосе и авиации;
- военной разведке для обнаружения погружённых подводных лодок;
- биологии и медицине;
- сейсмологии (предсказании землетрясений);
- научных экспериментах;
- магнитной геохронологии.

## Физические принципы работы магнитометров

### Магнитостатические магнитометры
Основаны на измерении механических моментов, действующих на чувствительный элемент прибора (например, небольшой постоянный магнит) в измеряемом поле. При воздействии внешнего поля, не совпадающего с направлением поля этого постоянного магнита, чувствительный магнит испытывает вращающий момент, зависящий от напряжённости внешнего измеряемого поля и ориентации поля измерительного магнита и внешнего поля. Измерительный магнит подвешен на упругой для кручения подвеске, по степени закручивания, с учётом ориентации прибора, определяют внешнее поле {\displaystyle H}.
Момент на чувствительном (индикаторном) магните выражается векторным произведением:
{\displaystyle {\vec {J}}=[{\vec {M}},{\vec {H}}]},
где {\displaystyle M} — магнитный момент индикаторного магнита.
Возникающий механический момент {\displaystyle J} в магнитометрах различной конструкции уравновешивается разными способами:
- моментом кручения упругой подвески (обычно в чувствительных магнитометрах, изготовленных из кварцевой нити (магнитометры и универсальные магнитные вариометры на кварцевой растяжке обладают чувствительностью до ~1 нТл);
- моментом в рычажной системе, уравновешиваемой силой тяжести (магнитные весы с чувствительностью ~{\displaystyle 10^{-15}} нТл);
- моментом, действующим на вспомогательный эталонный постоянный магнит, установленный в нужном положении (оси индикаторного и вспомогательного магнитов в положении равновесия взаимно перпендикулярны). В упругой подвеске индикаторные магниты имеют собственную частоту вращательных колебаний, зависящую от упругости подвески, напряжённости внешнего поля. При этом измеряют периоды этих колебаний, что позволяет определить напряжённость магнитного поля (абсолютный метод Гаусса).

Основное применение магнитостатических магнитометров — измерение направления и абсолютной величины напряжённости геомагнитного поля, градиента поля, а также магнитных свойств веществ.

### Индукционные магнитометры

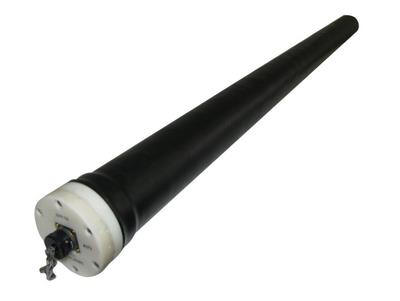
Индукционный магнитометр

Основаны на явлении электромагнитной индукции — возникновении эдс в измерительной катушке при изменении проходящего сквозь её контур магнитного потока {\displaystyle \Theta }. Изменение потока в катушке может быть связано:
- с изменением величины или направления измеряемого поля во времени (примеры — индукционные вариометры, флюксметры). Простейший флюксметр (веберметр) представляет собой баллистический гальванометр, действующий в сильно переуспокоенном режиме (G ~ {\displaystyle 10^{-4}} Вб/деление); широко применяются магнитоэлектрические веберметры с G ~ {\displaystyle 10^{-6}} Вб/деление, фотоэлектрические веберметры с G ~ {\displaystyle 10^{-8}} Вб/деление и другие.
- с периодическим изменением положения (вращением, колебанием) измерительной катушки в измеряемом поле (рис. 2); простейшие тесламетры с катушкой на валу синхронного двигателя обладают G ~ {\displaystyle 10^{-8}} Тл. У наиболее чувствительных вибрационных магнитометров G ~ 0,1—1 нТл.
- с изменением магнитного сопротивления измерительной катушки, что достигается периодическим изменением магнитной проницаемости пермаллоевого сердечника (он периодически намагничивается до насыщения вспомогательным переменным полем возбуждения); действующие по этому принципу ферромодуляционные[1] магнитометры имеют G ~ 0,2—1 нТл.

Индукционные магнитометры применяются для измерения земного и космических магнитных полей, технических полей, в магнитобиологии и т. д.
- Вибрационный магнитометр
- Флюксметр
- Феррозондовый магнитометр.

### Квантовые магнитометры
Приборы, основанные на свободной прецессии магнитных моментов ядер или электронов во внешнем магнитном поле и других квантовых эффектах (ядерном магнитном резонансе, электронном парамагнитном резонансе). Для наблюдения зависимости частоты {\displaystyle \Omega } прецессии магнитных моментов микрочастиц от напряжённости {\displaystyle H_{i}} измеряемого поля ({\displaystyle \Omega =\gamma \times H_{i}}, где {\displaystyle \gamma } — магнитомеханическое отношение) необходимо создать макроскопический магнитный момент ансамбля микрочастиц (ядер или электронов). В зависимости от способа создания макроскопического магнитного момента и метода детектирования сигнала различают: протонные магнитометры (свободной прецессии, с динамической поляризацией и с синхронной поляризацией), резонансные магнитометры (электронные и ядерные), магнитометры с оптической накачкой и др. Квантовые магнитометры применяются для измерения напряжённости слабых магнитных полей (в том числе геомагнитного и магнитного поля в космическом пространстве), в геологоразведке, в магнитохимии (G до {\displaystyle 10^{-5}}—{\displaystyle 10^{-7}} нТл). Значительно меньшую чувствительность (G ~ {\displaystyle 10^{-5}} Тл) имеют квантовые магнитометры для измерения сильных магнитных полей.
- Протонный магнитометр.
- Гелиевый магнитометр.
- Магнитометр Оверхаузера.
- Атомный магнитометр на щелочный металлах с оптической накачкой.
  -     - Атомный магнитометр, свободный от спин-обменного уширения (SERF-магнитометр)
- СКВИД (англ. SQUID).

Чувствительность квантового магнитометра {\displaystyle G} определяется следующим соотношением:
{\displaystyle G=k\Gamma /{\gamma S_{n}}}
где {\displaystyle k} константа, {\displaystyle \Gamma } — ширина спектральной линии, {\displaystyle \gamma } —
гиромагнитное отношение и {\displaystyle S_{n}} — отношение сигнал/шум. Чувствительность не зависит от ларморовой частоты. Магнитометры Оверхаузера, ларморова частота которых равна 0.042 Гц/нТл, цезиевый и гелиевый-4 магнитометры с 3.5 Гц/нТл и 28 Гц/нТл, соответственно, имеют одинаковую чувствительность. Ширина спектральной линии {\displaystyle \Gamma } для разных квантовых магнитометров приведена в таблице.

## Сравнение магнитометров
| Тип магнитометра | Естественная ширина резонансной линии, {\displaystyle \Gamma }, нТл (в поле ~50 мкТл) |
| Цезий            | {\displaystyle 20}                                                                    |
| Гелий-3          | {\displaystyle 2.74x10^{-5}}                                                          |
| Гелий-4          | {\displaystyle 70}                                                                    |
| Оверхаузер       | {\displaystyle 4}                                                                     |
| Калий            | {\displaystyle 0.1-10}                                                                |
| Протон           | {\displaystyle 15}                                                                    |
| ---------------- | ------------------------------------------------------------------------------------- |

### Применение магнитометров в медицине
| Величина магнитного поля, Тл    | Источники и оценка магнитометра                                                      | Тип магнитометра                  |
| {\displaystyle 10^{-2}-10^{-3}} | Предельно допустимое поле на рабочем месте                                           |                                   |
| {\displaystyle 10^{-4}-10^{-7}} | Геомагнитное поле                                                                    | Холловский датчик                 |
| {\displaystyle 10^{-8}}         | Городские магнитные помехи,                                                          | Феррозонд                         |
| {\displaystyle 10^{-9}}         | Порог магнитобиологических реакций                                                   | Феррозонд                         |
| {\displaystyle 10^{-10}}        | Сигнал электрического органа рыб, геомагнитный шум, сердце, ферромагнитные включения | Индукционный                      |
| {\displaystyle 10^{-11}}        | Мышцы скелетные, глаз                                                                | Магнитометр с оптической накачкой |
| {\displaystyle 10^{-12}}        | Фоновая и вызванная активность мозга                                                 | Магнитометр с оптической накачкой |
| {\displaystyle 10^{-13}}        | Сетчатка глаза                                                                       | Магнитометр с оптической накачкой |
| {\displaystyle 10^{-14}}        | Чувствительность СКВИДА                                                              | СКВИД                             |
| ------------------------------- | ------------------------------------------------------------------------------------ | --------------------------------- |

## Калибровка магнитометров

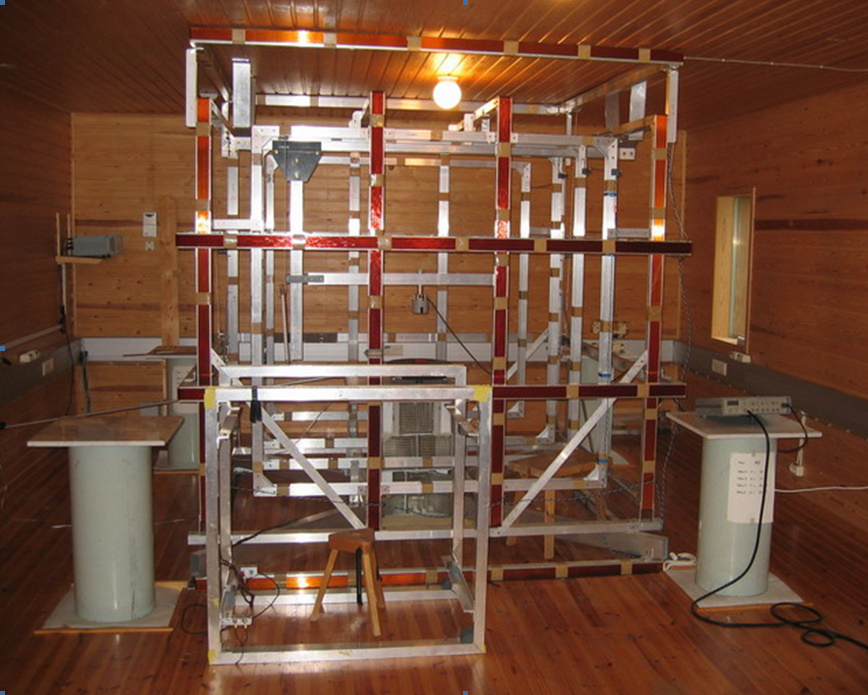
Установка для калибровки магнитометров

## Некоторые факты развития магнитометрии в России
Русский учёный М. В. Ломоносов в 1759 г. в докладе «Рассуждение о большой точности морского пути» дал ценные советы, позволяющие увеличить точность показаний компаса. Для изучения земного магнетизма М. В. Ломоносов рекомендовал организовать сеть постоянных пунктов (обсерваторий), в которых производить систематические магнитные наблюдения; такие наблюдения необходимо широко проводить и на море. Мысль Ломоносова об организации магнитной обсерватории была осуществлена лишь спустя 60 лет в России.
В 1956 году на советской шхуне «Заря» проводятся измерения магнитного поля. Все материалы и предметы корабельного хозяйства на этой шхуне были изготовлены из дерева и немагнитных сплавов, влияние магнитных полей моторов и другого оборудования минимизировано. В настоящее время весь Земной шар покрыт сетью пунктов, где производят магнитные измерения (например, международная сеть магнитометрических станций INTERMAGNET).
В 1936 г. впервые в мире советский геолог А. А. Логачёв (совместно с А. Т. Майбородой) сконструировал аэромагнитометр — прибор, позволяющий измерять магнитное поле Земли с самолёта. Катушка аэромагнитометра быстро вращается в магнитном поле Земли и в ней возникает электрический ток.